# YUE
YUE（ゆえ）は、日本の歌手、女優、グラビアモデル、キャットファイトレスラー。

## 略歴
2014年2月14日に小嶋かなとしてイメージビデオをリリースしデビュー。その後同月21日に藤宮ひかるでリリース。3月に夏目雅子名義でリリース。その後夏目名義で9枚、藤宮名義で4枚、小嶋名義で2枚を発売し、1人で15枚ものDVDをリリースした“影のDVDクイーン”とも称される。
このほか高柳結恵で女優活動。ゆえる名義で歌手活動。撮影会モデルでの名義などジャンルや販売メーカーごとに名前を使い分けていた。
YUE名義でヌードモデル、プロスタイルキャットファイトのレスラーとして活動。2015年には週刊プレイボーイでYUEとして、FLASH、週刊現代で高柳結恵名義でそれぞれヌードグラビアを掲載した。
2015年以降はYUE名義をベースに、歌手活動はゆえる（Yue7）として行っている。
2020年9月、DAMO、LiiiLaとともにサイバーパンクユニット「Queeen Marionette」を結成。同年12月24日よりライブ活動を開始。2024年12月24日、解散。

## 人物
スペインと日本のハーフ
2014年8月23日に開催された「Fighting Girls11」においてキャットファイトデビュー（対戦相手は金城真央）。夏目エレナ名義を挟み、2016年12月17日、アキバナビスペースで開かれたBWP（バトルワールドプロレスリング）旗揚げ戦にYUEとして参戦し、メインイベントで春川せせらと対戦。初代BWPチャンピオンとなるなどエースとして活動。バレエ経験から軟体を生かしたストレッチ、スープレックス技を得意とする。
BWP主催のバトルからリリースされるプロレス作品のみ出演を継続している。

## 出演

### 映画
- リアル鬼ごっこ（2015年、松竹/アスミック・エース） - 幻の少女 役
- 新宿スワン（2015年、ソニー・ピクチャーズ エンタテインメント） - 風俗嬢・ホステス 役
- エターナル・マリア（2016年、アリエルガーデン）[10] - コンビニ店員 役
- 闇金クイーン（2019年、十影堂エンターテイメント） - ツバサ 役

### テレビドラマ
- みんな！エスパーだよ！番外編～エスパー、都へ行く～（2015年4月3日、テレビ東京） - スケバン軍団幸子 役[11]
- ぞくり。「階段」（2018年9月17日、TOKYO MX2） - 千華 役

### オリジナルビデオ
- 【呪いの動画伝説】呪物語5編「ぬいぐるみ」（2019年4月、十影堂エンターテイメント） - 香織 役
- ぞくり。怪談夜話 投稿実話物語 怨《着る》（2019年8月、十影堂エンターテイメント） - Kaya 役
- 恐怖の配信物語 ~呪われた3編（2019年12月、十影堂エンターテイメント） - メアリー 役

### テレビバラエティ
- 全力坂（2014年4月24日、6月2日、テレビ朝日）[12]

### 舞台
- 銀幕愚連隊～若山富三郎物語～（2010年1月9日、1月16日、17日、東京公演・横浜公演）

### MV
- 永野輝光『LOVE ME TENGA』（2015年） - ビキニ女子 役
- THEラブ人間『クリームソーダ』（2016年） - レザーを着た元カノ 役

### CM
- 学校法人大原学園
  - 「大原育ち」編（2009年7月25日 - 2010年8月13日） - メイン出演
  - 「先輩は年下」編（2010年12月25日 - 2011年8月4日） - メイン出演
- 東京ディズニーランド プロモーションCM「クリスマスファンタジー」（2009年）
- ドーテック・オーディオ（2020年10月）[13]

## 作品

### イメージビデオ
- 敗北の女子タッグチーム Vol.02（2018年5月4日、SUPER SONIC SATELLITES）
- バックブリーカーマニア Vol.01 / YUE（2018年6月15日、バトル）
- 真アイドルがプロレス技を耐えることに挑戦!! 02 / YUE（2018年8月17日、バトル）